# Paul Fussell
Paul Fussell Jr. (22 mars 1924 - 23 mai 2012) est un historien littéraire américain, auteur et professeur d'université. Ses écrits couvrent différents sujets, allant des travaux scientifiques sur la littérature anglaise du XVIIIe siècle aux commentaires sur le système de classes américain. Paul Fussell sert dans la 103e division d'infanterie pendant la Seconde Guerre mondiale et est blessé lors des combats en France. De retour aux États-Unis, Paul Fussell écrit beaucoup et occupe plusieurs postes de professeur, notamment à l'Université Rutgers (1955-1983) et à l'Université de Pennsylvanie (1983-1994). Il est surtout connu pour ses écrits sur la Première et la Seconde Guerre mondiale, qui explorent ce qu'il considère comme le fossé entre le mythe romantique et la réalité de la guerre. Il fait une « carrière en refusant tout travestissement ou enjolivement ».

## Jeunesse et famille
Né et élevé à Pasadena, en Californie, Fussell est le benjamin de trois enfants. Son père, Paul Fussell (1895-1973), fils d'un professeur veuf, devient avocat d'affaires à Los Angeles au sein du cabinet O'Melveny & Myers. Sa mère, Wilhma Wilson Sill (1893-1971), est la fille d'un cheminot chargé de l'entretien des voitures dans l'Illinois,. Son frère, Edwin Sill Fussell, est auteur, poète et professeur d'études américaines à l'Université de Californie à San Diego ; sa sœur Florence Fussell Lind vit à Berkeley, en Californie.
Sa fille, Rosalind, est artiste-enseignante en Arizona et auteur d'un roman graphique, Mammoir : A Pictorial Odyssey of the Adventures of a Fourth Grade Teacher with Breast Cancer. Son fils, Samuel Wilson Fussell, écrivain et chasseur dans le Montana, est l'auteur de Muscle: Confessions of an Unlikely Bodybuilder.

## Études
Paul Fussell fréquente le Pomona College de 1941 jusqu'à ce qu'il soit nommé officier dans l'armée américaine en 1943. À l'âge de 20 ans, il débarque en France en 1944 en tant que sous-lieutenant dans la 103e division d'infanterie. Il se fait blesser alors qu'il combat en Alsace et reçoit l'étoile de bronze et la Purple Heart. Après la fin de la guerre en Europe, Paul Fussell retourne aux États-Unis où il est affecté à la 45e division d'infanterie, qui se prépare à l'invasion du Japon. Le souvenir de Fussell d'avoir entendu la nouvelle du bombardement atomique d'Hiroshima et de Nagasaki, alors qu'il attendait le déploiement aux États-Unis, constituera plus tard la base de son essai Thank God for the Atom Bomb (« Dieu merci pour la bombe atomique »).

## Carrière
Il sort de l'armée avec les honneurs en 1946, retourne à Pomona pour terminer sa licence (B.A.) en 1946-1947, épouse Betty Harper, une autre diplômée de Pomona, en 1949 et obtient sa maîtrise (M.A.) en 1949 et son doctorat en 1952 à l'Université Harvard.
Il commence sa carrière d'enseignant au Connecticut College (1951-1955) avant de rejoindre l'Université Rutgers en 1955 et enfin l'Université de Pennsylvanie en 1983. Il a également enseigné à l'Université de Heidelberg (1957-1958) et au King's College de Londres (1990-1992). En tant que professeur, il voyage beaucoup en famille à travers l'Europe des années 1950 aux années 1970, prenant des années Fulbright et des années sabbatiques en Allemagne, en Angleterre et en France.
Betty Fussell décrit leur mariage et sa rupture en 1981 dans ses mémoires, My Kitchen Wars. Après avoir quitté son domicile de Princeton, dans le New Jersey, pour s'installer à Philadelphie, en Pennsylvanie, il divorce de Betty et épouse Harriette Behringer. Il prend sa retraite de l'Université de Pennsylvanie en 1994 et vit avec sa femme en Oregon.

## Écriture et professorat
À son  entrée à l'université, Paul Fussell a l'intention de faire carrière dans le journalisme. Ses plans changent lorsque son sergent est tué à ses côtés au combat, ce qu'il a écrit dans ses mémoires Doing Battle (1996). Dans ses écrits, il s’oppose à la guerre, promouvant plutôt une vision d’illumination rationnelle. Il souligne ce qu’il considère comme hypocrite dans le discours gouvernemental et la corruption de la culture populaire.
Sa thèse publiée, Theory of Prosody in Eighteenth-Century England, est développée dans Poetic Meter and Poetic Form (1965), un manuel populaire pour comprendre la poésie. Samuel Johnson et The Life of Writing (1971) proposent une analyse du travail du lexicographe anglais Samuel Johnson. The Anti-Egotist, Kingsley Amis: Man of Letters est une étude de la vie et de l'œuvre de l'ami et collègue Kingsley Amis.
Ouvrage primé de 1975, The Great War and Modern Memory  (« La Grande Guerre et la mémoire moderne ») est une analyse culturelle et littéraire de l'impact de la Première Guerre mondiale sur le développement de la littérature moderne et des conventions littéraires modernes. John Keegan déclare que son effet est « révolutionnaire », dans le sens où il montre comment la littérature pouvait être un véhicule pour exprimer l'expérience de grands groupes : « Ce que Paul a fait, c'est s'intéresser aux traitements littéraires de la guerre par 20 ou 30 participants et les transformer en une synthèse d'une expérience collective européenne. ». Joseph Heller le nomme « le meilleur livre que je connaisse sur la Première Guerre mondiale. ».
En 1980, Abroad: British Literary Travelling Between the Wars  (« À l'étranger : la littérature britannique voyageant entre les guerres ») est un examen académique pionnier de la littérature de voyage qui examinait les livres de voyage d'Evelyn Waugh, Graham Greene, DH Lawrence et Robert Byron.
Paul Fussell affirme savourer l'inévitable controverse de Class: A Guide Through the American Status System (1983) et se laisse aller à son statut public croissant de « grincheux » aimé ou détesté dans la diatribe intitulée BAD : or, The Dumbing of America (« l'Abrutissement de l'Amérique ») (1991). Entre-temps, Thank God for the Atom Bomb and Other Essays (1988) confirme sa guerre contre le double langage gouvernemental et militaire et prépare le terrain pour Wartime: Understanding and Behavior in the Second World War (1989). L'épiphanie de son essai précédent, My War, trouve sa pleine expression dans ses mémoires Doing Battle: The Making of a Skeptic (1996), « Mes illusions d'adolescent, largement intactes jusqu'à ce moment-là, se sont effondrées d'un seul coup, et j'ai soudainement je savais que je n'étais pas et que je ne serais jamais dans un monde raisonnable ou juste. ». Le dernier livre de Paul Fussell publié de son vivant, The Boys' Crusade: The American Infantry in Northwestern Europe, 1944-45 (2003) s'intéresse une fois de plus à l'expérience du combat pendant la Seconde Guerre mondiale.

## Récompenses et distinctions
L'étude littéraire de Fussell de 1975, The Great War and Modern Memory, remporte le National Book Award dans la catégorie Arts et lettres, le National Book Critics Circle Award for Criticism et le prix Ralph Waldo Emerson de Phi Beta Kappa. Il est classé à la 75e place dans la liste du Conseil de la Modern Library parmi les 100 meilleurs livres de non-fiction du vingtième siècle
Il est élu en 1977 membre de la Royal Society of Literature.
Il remporte le prix Hessell-Tiltman en 2005 pour The Boys' Crusade. Paul Fussell est l'un des nombreux vétérans interviewés dans le documentaire de Ken Burns et Lynn Novick, The War en 2007, et dans le documentaire produit par ABC en 1999, The Century: America's Time.

## Décès
Paul Fussell décède à l'âge de 88 ans de causes naturelles le 23 mai 2012 dans un établissement de soins de longue durée à Medford, dans l'Oregon. Il a auparavant vécu à Portland, dans l'Oregon, pendant deux ans.

## Ouvrages
- Theory of Prosody in Eighteenth-Century England, 1954
- Poetic Meter and Poetic Form, 1965
- The Rhetorical World of Augustan Humanism: Ethics and Imagery from Swift to Burke, 1965
- Theory of Prosody in Eighteenth-Century England, 1966
- Eighteenth-Century English Literature, 1969 editor with Geoffrey Tillotson and Marshall Waingrow
- Samuel Johnson and The Life of Writing, 1971
- English Augustan Poetry, 1972
- The Great War and Modern Memory, Oxford University Press, 1975, 384 p. (ISBN 0-19-513332-3, OCLC 1631561)
- The Ordeal of Alfred M. Hale: The Memoirs of a Soldier Servant, 1975 editor
- Abroad: British Literary Travelling Between the Wars, 1980
- The Boy Scout Handbook and Other Observations, 1982
- Sassoon's Long Journey, 1983 editor, from The Complete Memoirs of George Sherston
- Class: A Guide Through the American Status System, Touchstone, 1983 (ISBN 978-0-671-79225-1, lire en ligne)
- Caste Marks: Style and Status in the USA, 1984 – édition britannique de Class
- The Norton Book of Travel, 1987 editor
- Thank God for the Atom Bomb and Other Essays, 1988
- Wartime: Understanding and Behavior in the Second World War, Oxford University Press, 1989, 352 (ISBN 978-0-19-506577-0, OCLC 19125231, lire en ligne )
- BAD – Or, The Dumbing of America, 1991
- The Bloody Game: An Anthology of Modern War, 1991
- Paul Fussell, The Norton Book of Modern War, W. W. Norton & Company, 1990 (ISBN 0-393-02909-3, OCLC 21521876, lire en ligne ) editor
- The Anti-Egotist. Kingsley Amis: Man of Letters, 1994
- Paul Fussell, Doing Battle – The Making of a Skeptic, Little, Brown and Company, 1996 (ISBN 0-316-29717-8, OCLC 34192801, lire en ligne ) autobiography
- Paul Fussell, Uniforms: Why We Are What We Wear, Houghton Mifflin, 2002 (ISBN 0-618-06746-9, lire en ligne )
- Paul Fussell, The Boys' Crusade: The American Infantry in Northwestern Europe, 1944–1945, Modern Library, 2003 (ISBN 0-679-64088-6, lire en ligne )